# Manoscritti non biblici di Qumran
Per Manoscritti non biblici di Qumran si intendono tutti quei manoscritti di Qumran che non sono contenuti nei canoni del testo masoretico. Fanno parte dei manoscritti del Mar Morto e sono complementari ai manoscritti biblici di Qumran.

## Principali manoscritti non biblici ritrovati a Qumran

### Regola della comunità
Frammento  1QS. Il serek hayyahad, più comunemente chiamato "Regola della comunità" o "Il Manuale di disciplina", datato al 100 – 75 a.C. Questa è la copia di un regolamento comunitario scritto in calligrafia asmonea e contiene undici colonne di uno scritto settario ebraico. Il Manuale di disciplina ha un'introduzione che fissa lo scopo e il fine della comunità insediata a Qumran, descrive poi il rito d'ingresso nell'alleanza della comunità, i principi teologici settari, come ad esempio la dottrina dei due spiriti, il codice penale, il testo di un inno di lode al Creatore. Il testo è chiaramente composito ed ha subito revisioni a varie riprese, riscontrabili nei diversi livelli di composizione.

### Regola della guerra
Frammento 1QM. Il milhamah, anche detto "Regola della guerra", scritto in calligrafia erodiana. Composto verso la fine del I secolo a.C., è un libro di istruzioni per una guerra escatologica di quarant'anni che la comunità di Qumran, chiamata "i figli della luce", pensava di intraprendere insieme a Dio e ai suoi angeli, contro i suoi nemici, "i figli delle tenebre", alla fine dei tempi. Inizia con una generica descrizione della guerra a venire, il massacro finale e la distruzione dei figli delle tenebre. Più in dettaglio detta regole circa le trombe, gli stendardi e gli scudi da usare nella lotta e descrive l'ordine di battaglia della fanteria e le sue armi.

### Inni di ringraziamento
Frammento 1QH. Gli hodayot, ossia gli "Inni di ringraziamento", così chiamati perché molti degli inni iniziano con le parole odeka adonay, "ti ringrazio o Signore". Questa copia è scritta in calligrafia erodiana, datata paleograficamente al 50 a.C. – 68 d.C., e raccoglie almeno 25 salmi o inni rassomiglianti ai Salmi canonici, che tendono ad imitare.

### Il rotolo di rame
Frammento 3Q15. Nella grotta 3 sono state trovate due sezioni di un testo inciso su un foglio di metallo (rame con 1% di stagno), alto circa 30 cm, datato verso il 50-100 d.C. È l'unico documento scritto su un materiale diverso dal cuoio o dal papiro. Quando è stato trovato, il rotolo era talmente ossidato che è stato impossibile srotolarlo; per poterne leggere il contenuto è stato necessario tagliarlo in 23 strisce verticali. Il reperto è conservato presso il Museo archeologico giordano di Amman.
Negli studi qumranici questo testo è un caso unico e rappresenta una specie di enigma, perché differisce dagli altri rotoli trovati nel Mar Morto sia per linguaggio, che è diverso dall'ebraico letterario e richiama più l'ebraico usato molto più tardi nel Mishnah, il codice giuridico ebraico compilato attorno al 200 d.C., sia per paleografia (lo stile usato per scrivere le lettere), per ortografia, datazione e contenuto (non è un testo letterario ma un elenco). Il metallo non è databile come gli altri documenti con il metodo del carbonio 14. L'utilizzo del rame quasi puro nell'area non è consueto all'epoca, dato che era stato soppiantato dal bronzo mille anni prima; il rame tuttavia consente di essere facilmente arrotolato. Il contenuto è formato da dodici colonne di testo che elencano una lista di sessantaquattro località della Palestina in cui sarebbero nascosti dei tesori in oro e argento. Il professor John Marco Allegro, credendo che la lista parlasse di un vero tesoro sepolto, diresse una campagna di scavi nel 1962 in alcuni dei siti facilmente identificabili nel testo, ma non rinvenne nulla.
Al momento della prima decifrazione sembrava che si parlasse di un immenso tesoro, forse quello di re Salomone. Ma questo procedimento è stato reso difficoltoso da errori di ortografia, che sembrano essere stati messi apposta per evitare di trovare il tesoro. Ciò è dimostrato dal fatto che i principali errori siano quelli di un analfabeta, che, per via della sua mancanza di conoscenza della scrittura, ha confuso inconsapevolmente chiunque avrebbe tentato di decifrare il rotolo. Ma non sapeva nemmeno ciò che scriveva: in questo modo non poteva approfittarsene per riuscire a trovare a sua volta il tesoro.

### 7Q5

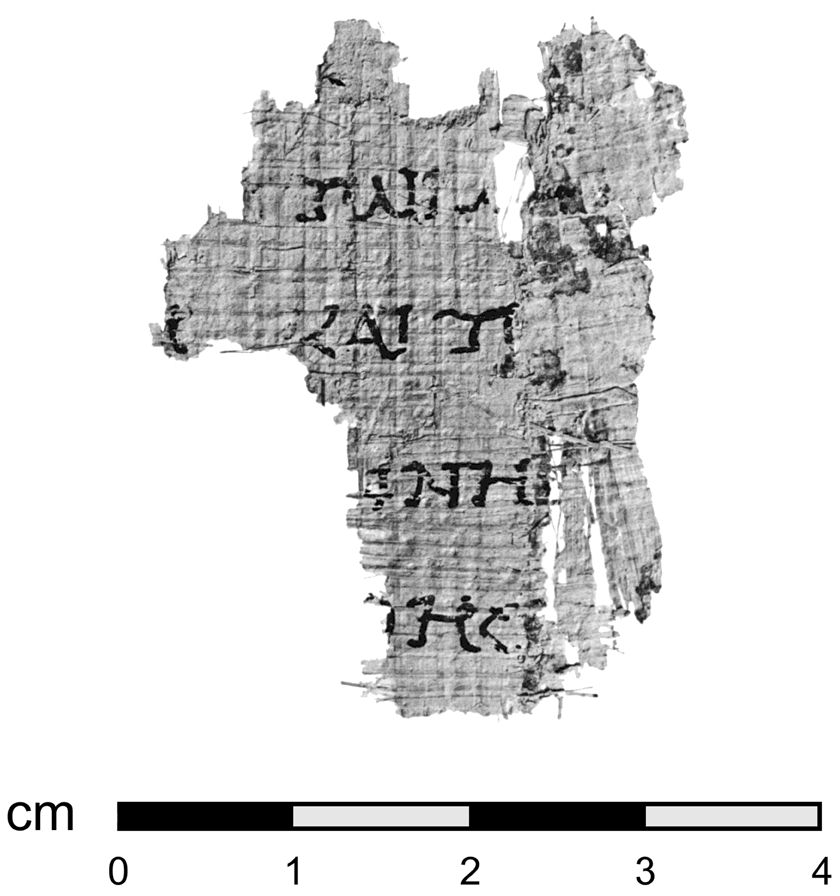
Il frammento 7Q5

Il frammento 7Q5 fu identificato nel 1972 dal gesuita spagnolo José O'Callaghan con un passo del Vangelo secondo Marco. Questa attribuzione è però stata rigettata dalla maggioranza degli studiosi; in particolare, Ernest Muro sostiene che tale frammento si riferisce al capitolo 103 del Libro di Enoch.

### Commenti su Melchisedec
Frammento 11QMelch/11Q13 . Rinvenuto nella grotta 11 è stato datato paleograficamente tra la fine del II secolo a.C. e l'inizio del I secolo a.C. Esso è composto di tredici frammenti dai quali si sono ricavate due colonne. La colonna 2 è preservata molto bene, la colonna 3 è ricostruita solo con alcune parole. Può essere riguardato come una sorta di targum, una parafrasi dei passi biblici che serve a spiegare e a interpretare i brani delle sacre scritture, e in particolare della figura di Melchisedec, figura biblica qui identificata come una creatura celeste ed un Messia. La traduzione in italiano è stata effettuata da Corrado Martone.

### Il rotolo del tempio
Frammento 11QTemple/11Q19. Datato con il radiocarbonio al 97 a.C. – 1 d.C., è un testo ebraico più lungo del libro di Isaia, conservato in 66 colonne e scritto in calligrafia erodiana. Questo testo sembra aver rappresentato, per la comunità di Qumran, una seconda Torah: esso non solo cita molte norme del Pentateuco, ma spesso le affina e le riformula in modo da renderle più stringenti e rigorose. Le sue esigenze di purificazione culturale, in particolare, sono molto rigide. L'inizio frammentario del rotolo contiene alcune parole che richiamano la seconda alleanza stipulata sul monte Sinai (Es 34). Segue una lunga sezione che riguarda il tempio, con le relative feste e i sacrifici. Il tempio che viene descritto qui, non corrisponde a nessuno dei santuari storici d'Israele: era pensato come modello di un nuovo tempio che si sarebbe costruito in futuro, quando i giusti sarebbero riusciti a prevalere. Secondo un elenco steso dallo studioso J. H. Charlesworth è uno dei 30 manoscritti del Mar Morto non biblici che contengono il Tetragramma biblico.

## Paganesimo

### La nascita dei giganti
Nel frammento 4Q202, noto anche come 4QEnoch{\displaystyle ^{b}}, troviamo:
(Florentino Garcia Martinez, Dead Sea Scrolls Translated, pagina 248)
Questo frammento è importante perché ci dice che i Guardiani:
- potevano commettere peccato;
- nel commettere peccato cercavano di essere tutti colpevoli, nessuno escluso;
- praticavano magie e stregonerie.

Nella Genesi troviamo lo stesso racconto, con lievi modifiche:

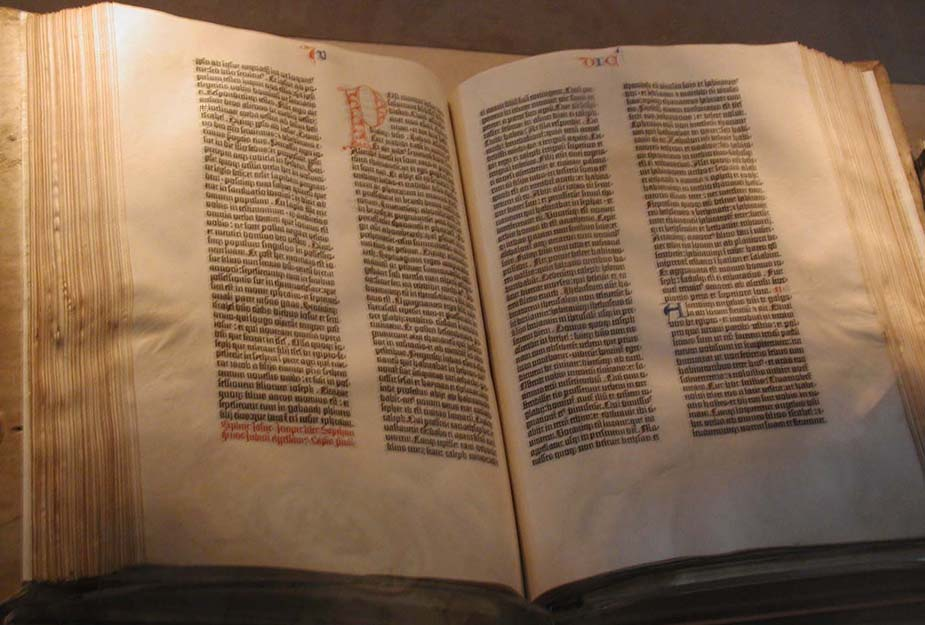
Una Bibbia di Gutenberg.

## Somiglianze con il Nuovo Testamento
Alcuni manoscritti non biblici contengono principi etici che si trovano nelle lettere di Paolo o nei vangeli. Il metodo del carbonio-14 data i manoscritti del Mar Morto prima della stesura del Nuovo Testamento. Questo farebbe supporre, come sostiene lo stesso Vangelo (vedi ad esempio 5,17-19), che il Nuovo Testamento sia una codifica di idee già presenti nella cultura ebraica. Il Nuovo Testamento ed i manoscritti del Mar Morto sarebbero quindi due diversi sviluppi di questo modo di pensare.

### Temi contenuti nelle lettere di Paolo
Nel Commento ad Abacuc II 1-3, troviamo:
(L. Moraldi, cur, Manoscritti di Qumran)
Mentre la Seconda lettera ai Tessalonicesi:

#### Giustificazione per fede
La giustificazione per fede che troviamo nelle lettere:
Ed in:
Questo tema lo troviamo in Regola della comunità IQS XI 14:
(Florentino Garcia Martinez, Dead Sea Scrolls Translated)

#### L'apocalisse in aramaico ed il vangelo di Luca
Una apocalisse scritta in aramaico ed identificata col frammento 4Q246 contiene il testo:
(R. Eisenman, M. Wise, Manoscritti Segreti di Qumran)
Questo testo presenta molte somiglianze con:

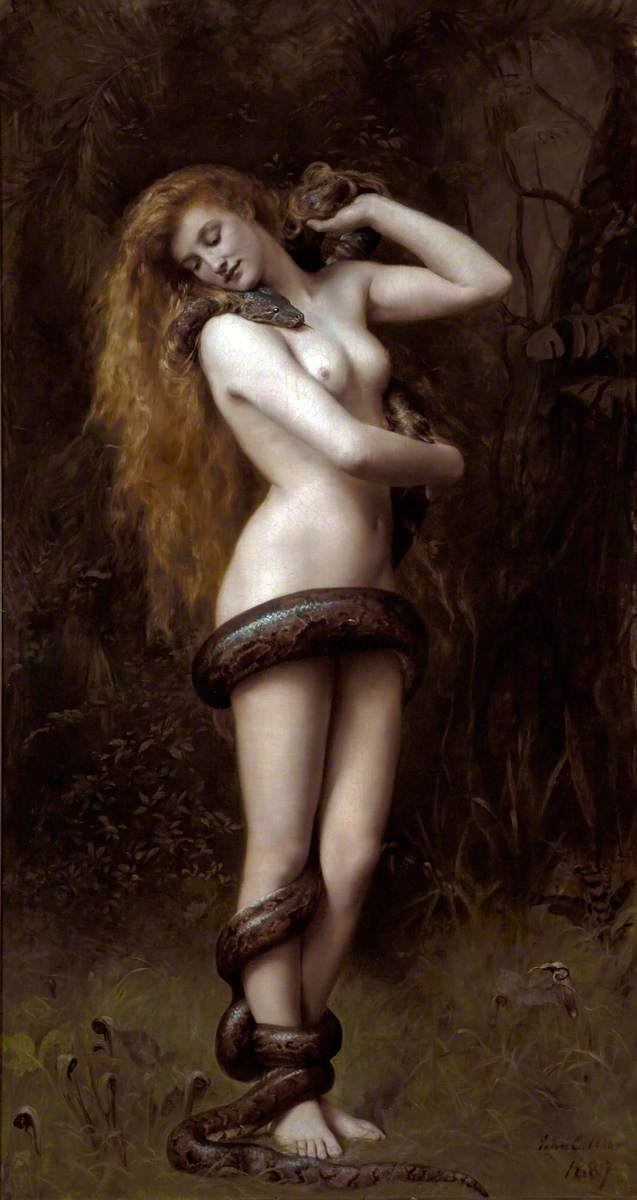
Lilith nel manierismo fin de siècle del pittore inglese preraffaellita John Collier, 1892

## Somiglianze con Lilith
Nei manoscritti sono presenti passi che hanno molte similitudini con le proprietà attribuite a Lilith, il demone femminile della religione mesopotamica associato alla tempesta, ritenuto portatore di disgrazia, malattia e morte. Un riferimento è nella "Canzone per un sapiente"(4Q510-511), e una allusione trovata da A. Baumgarten nel "La seduttrice" (4Q184).

Il primo riferimento a Lilith nella Canzone appare al 4Q510, frammento 1:
Collegato al Libro di Isaia:
Questo testo liturgico tenta di prender le distanze dalla presenza di entità soprannaturali malefiche e allo stesso tempo dimostra familiarità con Lilith. Diversamente dal testo biblico, questo passaggio non ha funzioni socio-politiche in nessun programma. Serve da Esorcismo (4Q560) e Canzone dei Demoni Dispersi (11Q11), a tal punto da essere compresa in alcuni incantesimi. Comparabile al rilievo dell'Arslan Tash, usato per aiuto nella protezione dei fedeli contro il potere degli spiriti. Il testo è così, per una comunità profondamente coinvolto nel regno della demonologia, un inno esorcistico.
Un altro testo scoperto a Qumran, di solito associato al Libro dei Proverbi, si appropria del mito di Lilith nella sua descrizione di una donna pericolosa ed attraente- la Seduttrice (4Q184). L'antico poema, risalente al I secolo ma plausibilmente molto più vecchio, descrive una donna infida e avverte continuamente il lettore dei pericoli di un incontro con lei. Di solito la donna descritta nel testo è eguagliata ad una strana donna del Libro dei Proverbi 2 e 5, e per una buona ragione; il parallelo è immediatamente riconoscibile:
Ed il seguirla porta alle ombre.

Tutti coloro che la seguono non possono tornare

E trovare ancora le vie della vita.»
(Proverbi 2:18-19)
e dall'entrata della casa

se ne va verso Sheol.

Nessun che entri tornerà mai,

e coloro che la possiedono scenderanno l'Abisso.»
(4Q184)
Tuttavia, ciò che questa associazione non considera sono le ulteriori descrizioni della Seduttrice del Qumran che non possono essere associate alla strana donna dei Proverbi; ad esempio, le corna e le ali: una moltitudine di peccati è nelle sue ali. La donna illustrata nei Proverbi è probabilmente una prostituta, o almeno una sua rappresentazione, ed una di quelle con le quali la comunità del testo aveva familiarità. La Seduttrice del testo del Qumran, diversamente, non può aver rappresentato una minaccia sociale esistente date le caratteristiche ascetiche della comunità in questione.
Diversamente, il testo del Qumran utilizza l'immagine dei Proverbi per presentare una minaccia più ampia e soprannaturale, la minaccia del demone Lilith.